# Flabellospora tetracladia
Flabellospora tetracladia är en svampart som beskrevs av Nawawi 1973. Flabellospora tetracladia ingår i släktet Flabellospora, divisionen sporsäcksvampar och riket svampar.   Inga underarter finns listade i Catalogue of Life.